# Mariol
Mariol är en kommun i departementet Allier i regionen Auvergne-Rhône-Alpes i de centrala delarna av Frankrike. Kommunen ligger  i kantonen Cusset-Sud som ligger i arrondissementet Vichy. År 2022 hade Mariol 696 invånare.

## Befolkningsutveckling
Antalet invånare i kommunen Mariol
Referens: INSEE